# Elección papal de 1099
La elección papal de agosto de 1099 fue convocada tras la muerte de Urbano II, eligiendo como sucesor a Pascual II.

## Muerte de Urbano II
Urbano II murió en Roma el 29 de julio de 1099, dos semanas antes de que los soldados de la Primera Cruzada tomaran Jerusalén. Aun así, la noticias llegaron a Roma después de su muerte. Durante este tiempo, el cisma iniciado por el antipapa Clemente III, con el apoyo del Imperio y parte del clero Romano, seguía vigente.

## Cardenales electores
La elección de 1099 fue probablemente la última con el derecho de elección exclusivo para los cardenales obispos, según la bula papal , In nomine Domini de 1059. Se sabe, sin embargo, que también participaron los cardenales presbíteros y los cardenales diáconos .

### Cardenales obispos
La elección fue realizada por cinco de los seis cardenales obispos y un obispo, que actuó como sustituto del cardenal obispo de Sabina. Este titulus estaba vacante desde 1094, ya que la diócesis de Sabina estaba controlada por los seguidores del antipapa Clemente III.
- Walter de Albano (cardenal obispo desde 1091) - Cardenal obispo de Albano
- Odón de Châtillon (1095) - Cardenal obispo de Ostia
- Milo de Rabias (1095) - Cardenal obispo de Palestrina
- Maurice (1097) - Cardenal obispo de Porto
- Bovo (1099) - Cardinal obispo de Tusculum
- Offo - Cardinal obispo de Nepi

### Otros cardenales
En agosto de 1099, eran diez los cardenales presbíteros y tres los cardenales diáconos, pero probablemente solo siete cardenales presbíteros y tres cardenales diáconos participaron en la elección:
- Rainiero (1078) - Cardenal presbítero de San Clemente, abad de la basílica de Lorenzo Extramuros[nota 1]
- Benedicto (1080) - Cardenal presbíteros de Santa Pudenciana
- Alberto. Arzobispo de Siponto (1090) - Cardenal presbítero de Santa Sabina
- Teuzo (1090) - Cardenal presbítero de San Juan y San Pablo
- Giovanni da Piacenza (1096) - Cardenal presbítero[nota 2]
- Benedicto (1098) - Cardenal presbítero de Santi Silvestro e Martino ai Monti
- Pedro (1098) - Cardenal presbítero de Santa Sisto
- Jean de Bourgogne (1098) - Cardenal presbítero de Basílica di Sant'Anastasia al Palatino
- Giovanni Coniulo (1088) - Cardenal diácono de Santa Maria en Cosmedin, Canciller de la Iglesia
- Docibilis (1099) - Cardenal diácono[nota 2]
- Pagano (1099) - Cardenal diácono de Santa Maria Nuova

Los cardenales diáconos presentes eran probablemente ayudantes del Papa en el palacio localizado junto a la catedral de Roma, la Archibasílica de San Juan de Letrán, donde había seis diáconos. 
Los doce diáconos regionales se unieron al Colegio Cardenalicio bajo Pascual II .

## Ausentes
Un cardenal obispo y al menos tres cardenales presbíteros estaban ausentes durante la elección.

### Cardenal obispo
- Bruno (1079) - Cardenal obispo de Segni

### Cardenales sacerdotes
- Ricardo de San Víctor (1078) - Cardenal presbítero y Abad de San Víctor, (Marsella) y legado papal en España y Francia del sur[nota 2]
- Oderisio de Marsi (Cardenal diácono en 1059, Cardenal presbítero en 1088) - Cardenal presbítero y abad de Montecasino[nota 3]
- Bernardo degli Uberti, (1099) - Cardenal presbítero de San Crisógono, abad de la Abadía de Vallombrosa, General Superior de la orden Vallumbrosana.

## Elección de Pascual II
El 13 de agosto de 1099 los cardenales en presencia del clero y representantes de las autoridades de la ciudad, eligieron de forma unánimemente a Rainiero, el cardenal presbítero de San Clemente y abad de la Basílica de San Lorenzo Extramuros, sucediendo a Urbano II. El nuevo papa inicialmente protestó contra esta decisión, declarando que él era solo un monje humilde pero terminó aceptando la decisión. Tome el nombre de Pascual II. Al día siguiente fue consagrado Obispo de Roma por el cardenal obispo de Ostia Eudes de Châtillon, quién estuvo asistido por los cardenales obispos de Offo y Nepi.